# شيرخان بندر
شير خان بندر ( Pashto / Dari : شېرخان بندر ) هي مدينة حدودية أفغانية وميناء جاف يقع على الحدود بين أفغانستان وطاجيكستان. تقع في ولاية قندوز في أفغانستان، بجوار نهر بانج، بالقرب من الحدود مع طاجيكستان. يربط الميناء الجاف بين قندوز وكابول في أفغانستان مع دوشنبه في طاجيكستان. اسمها القديم قزل قلعة. أُعيدت تسميته على اسم شير خان ناشير ‏، خان من عشيرة خاروتي ناشر.
بدأت المدينة تنمو بسرعة بعد الانتهاء في عام 2007 من جسر طاجيكستان وأفغانستان في بانجي بويون ‏ . عزز هذا الجسر وسهولة الاتصال بالدولة المجاورة التجارة بين أفغانستان وآسيا الوسطى بشكل كبير. تمر ما يصل إلى 400 شاحنة شحن عبر المدينة كل يوم، تحمل البضائع التجارية من بلد إلى آخر. جعلت هذه التجارة أيضًا العديد من أصحاب المتاجر المحلية أثرياء للغاية.
في نوفمبر 2012، أعلن المسؤولون الأفغان أنهم يخططون لبناء حوالي 2000 منزل سكني جديد، و 41 ساحة تجارية بما في ذلك المكاتب والمتاجر والمخازن. 
استولت طالبان على المدينة في يونيو 2021.